# 谷口尚規
谷口 尚規（たにぐち なおき 1933年 - ）は日本の著作家、編集者。

## 履歴
東京に生まれる。東京大学文学部卒業後、昭和55年、光文社に入社。
以後、児童雑誌の編集にたずさわる。雑誌『少年』編集長となる。その後、「EQ」「SF宝石」編集長などをつとめた。
石川球太との共著『冒険手帳―火のおこし方から、イカダの組み方まで』は冒険ガイドブックの走りであり、ボーイスカウト少年達に読まれた。2005年に光文社知恵の森文庫で復刻されている。

## 著作
- 石川球太との共著1972『冒険手帳―火のおこし方から、イカダの組み方まで』.主婦と生活社「21世紀ブックス」